# أفيونيات المفعول
أفيونيات المفعول (بالإنجليزية: Opioidergic)‏ هي أي مادة كيميائية لها تأثير على ببتيدات عصبية شبيهة الأفيونيات مثل إندورفين وإنكيفالين ودينورفين ونوسيسبتين في الجسم والدماغ.
من الأمثلة على المسكنات أشباه الأفيونيات المورفين أما ضادات أفيونيات المفعول فمثالها نالوكسون.